# Cremona, Alberta
Cremona är en ort i Kanada.   Den ligger i provinsen Alberta, i den centrala delen av landet, 2 900 km väster om huvudstaden Ottawa. Cremona ligger 1 197 meter över havet och antalet invånare är 457.
Terrängen runt Cremona är platt. Runt Cremona är det mycket glesbefolkat, med 3 invånare per kvadratkilometer.. Det finns inga andra samhällen i närheten.
Trakten runt Cremona består till största delen av jordbruksmark.